# Kuzněčik
Kuzněčik (rusky Кузнечик, doslova kobylka), oficiálně standardizována v rámci standardů GOST Společenství nezávislých států jako součást GOST R 34.12-2015, je bloková šifra s velikostí bloku 128 bitů a délkou klíče 256 bitů.  V širším kontextu Internetu ji dále standardizuje RFC 7801 pod anglickým názvem Kuznyechik. Šifra je založena na substitučně-permutační síti a vytváření rundovních klíčů je založené na Feistelově síti. Má deset rund. 
Autory šifry jsou ruská společnost InfoTeKS a Federální služba bezpečnosti Ruské federace. Mezi software, který ji volitelně používá, patří VeraCrypt, nástroj pro transparentní šifrování disků.